# 山中弘美
山中 弘美（やまなか ひろみ）は、日本の知的財産学者・著作権法学者。大阪工業大学知的財産専門職大学院教授。元文部科学省文化庁長官官房著作権課著作物流通推進室長および著作権分科会法制問題小委員会司法救済ワーキングチームメンバー。
専門は、著作権法（特にコンテンツ著作権、CCライセンス）

## 略歴
栃木県生まれ。1984年明治大学法学部卒業。文部省に入庁し、同省大臣官房政策課情報処理室、文部科学省文化庁文化部著作権課、文化庁長官官房著作権課著作権調査官などを経て、2005年同庁長官官房著作権課課長補佐。2011年同庁長官官房著作権課著作物流通推進室長。2014年千葉大学アカデミックリンクセンター副センター長などを経て、2024年大阪工業大学知的財産専門職大学院教授。
主な所属学会は、著作権法学会など。
知的財産学・コンテンツ著作権の対外啓蒙活動として、文化庁・野村総合研究所(NRI)共催の第8回コンテンツ流通促進シンポジウム 「著作物の公開利用ルールの未来」でパネリストを務めている。